# Vilém Göth
Vilém Göth (22. dubna 1915 Brno – 25. října 1940 Manor Farm, Staplehurst, Velká Británie) byl československý vojenský letec, příslušník 310. československé stíhací perutě RAF a 501. britské stíhací perutě RAF ve Spojeném království.

## Život
Narodil se v Brně, domovskou příslušnost měl v Dačicích. Později rodiče bydleli v Jihlavě. Středoškolské vzdělání získal na reálce v Telči, kde dne 15. června 1934 maturoval. Po absolvování Vojenské akademie v Hranicích obdržel hodnost poručík letectva a sloužil jako polní pilot – stíhač, nejdříve v Prostějově a pak v Piešťanech. Po německé okupaci Čech, Moravy a Slezska a po vyhlášení Slovenského státu odešel v noci z 12. na 13. června 1939 do Polska. V srpnu 1939 vstoupil jako letec do francouzské cizinecké legie. Dne 1. května 1940 byl povýšen na nadporučíka československé armády. Po porážce Francie odjel do Spojeného království, kde byl dne 12. července 1940 přidělen k 310. československé stíhací peruti RAF. Dne 7. září 1940 musel nouzově přistát, předtím však sestřelil dva německé stíhací letouny typu Messerschmitt Bf 110. Poté byl odvelen k 501. britské stíhací perut RAF. Dne 25. října 1940 se jeho letoun při bojovém nasazení srazil s dalším letounem 501. peruti a Vilém Göth zahynul. Pohřben byl dne 31. října 1940 v Sittingbourne v hrabství Kent (hrob číslo W-141).

## Vyznamenání
Československý válečný kříž 1939 (trojnásobný nositel)

## Posmrtné uznání
- Dne 26. 10. 1946 byl povýšen na štábního kapitána letectva in memoriam[1]
- Dne 29. 5. 1991 povýšen na plukovníka letectva in memoriam[1]
- V Dačicích nese jeho jméno ulice,[1] je zde jeho pamětní deska a jeho jméno je uvedeno na pomníku na Palackého náměstí.[3]
- Pamětní deska v Jihlavě.[5]

Pamětní desky
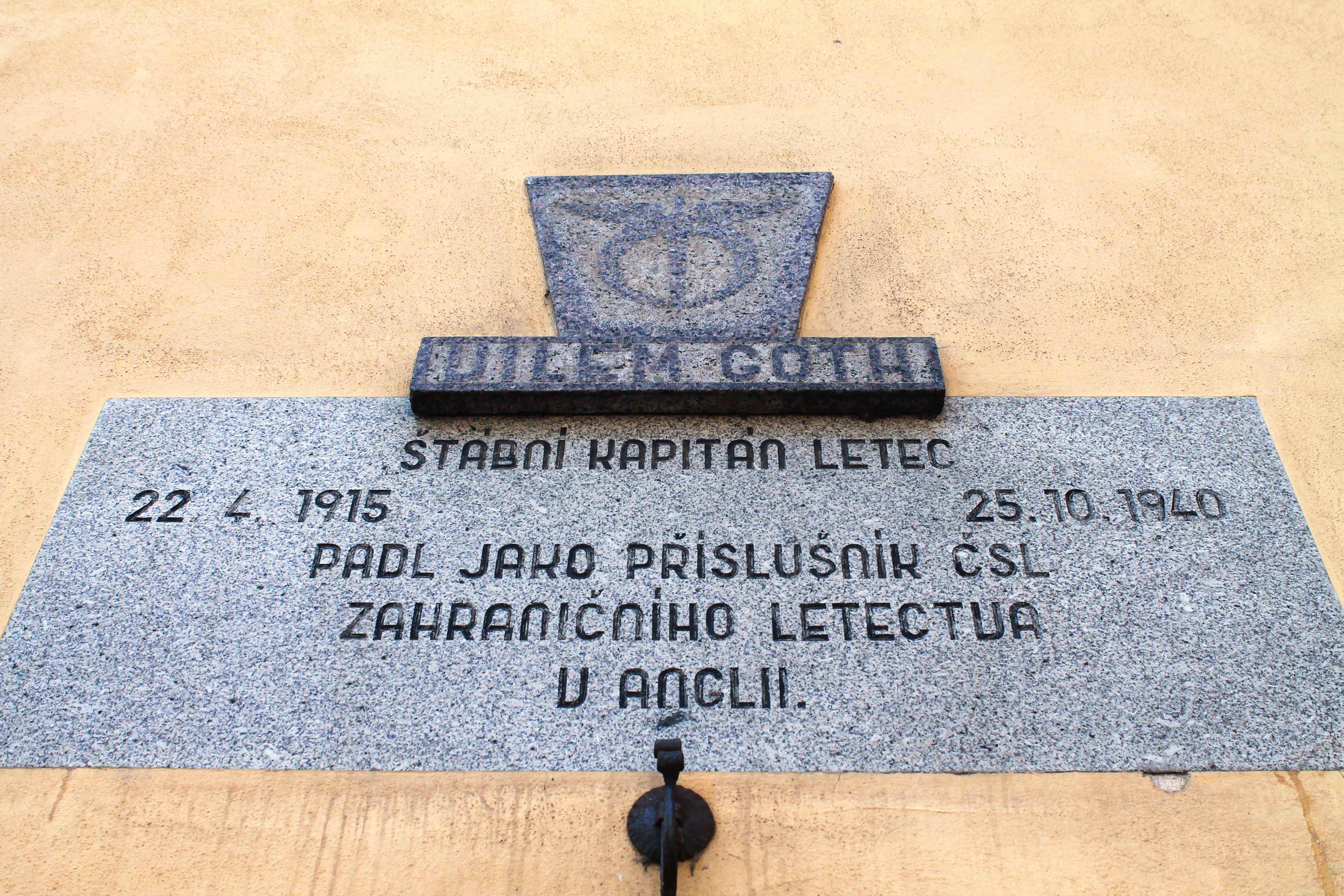
Pamětní deska v Dačicích
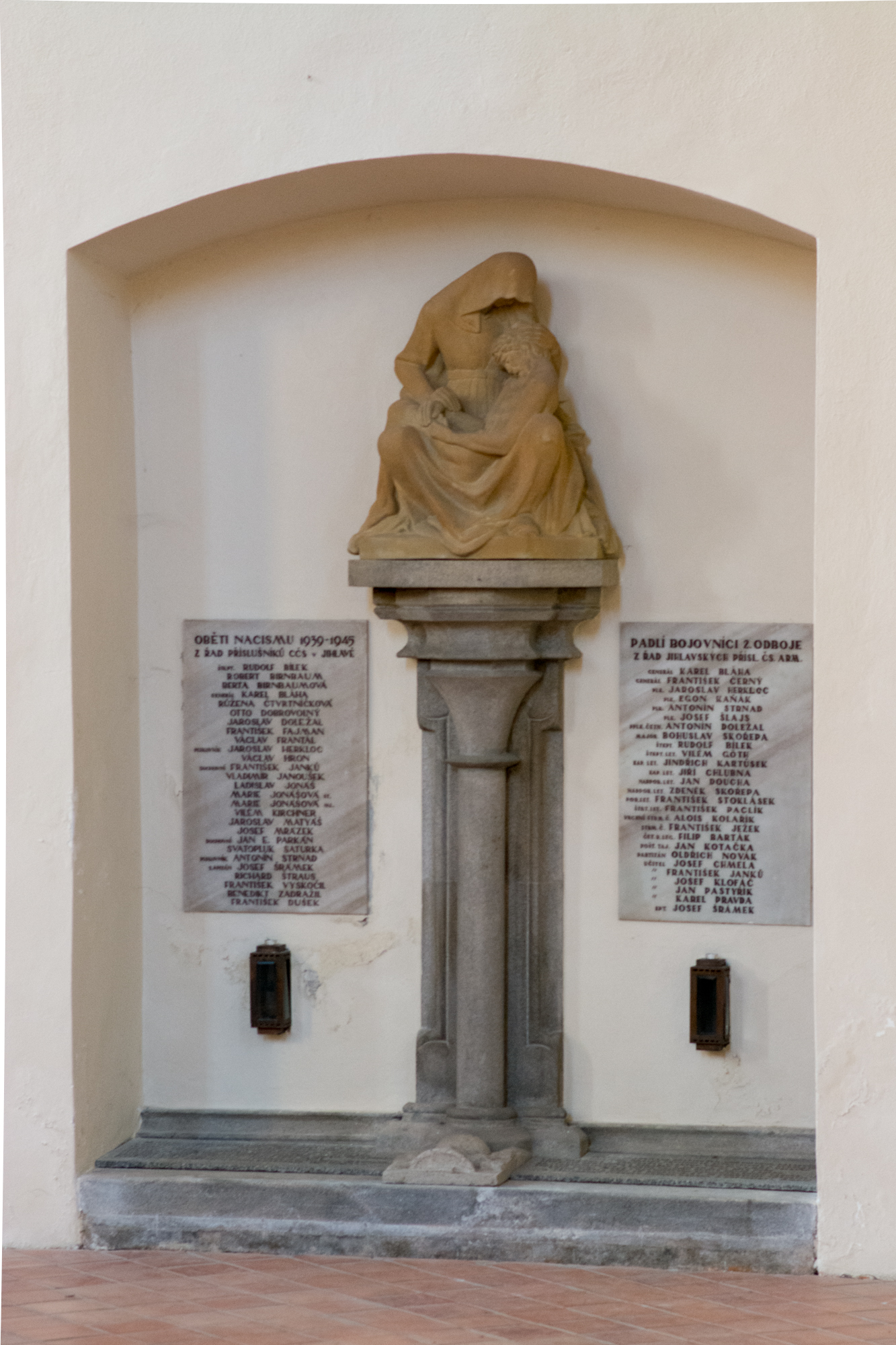
Pamětní deska v kostele Povýšení Svatého Kříže v Jihlavě